# Li Na (tenista)
Li Na (chinês: 李娜, pinyin: Lǐ Nà; Wuhan, Hubei, 26 de fevereiro de 1982) é uma ex-tenista profissional chinesa.
Ela se tornou a primeira tenista chinesa a chegar ao top 30 (em 2006), em seguida, o top 20 (em 2007). Ela foi uma das tenistas mais bem sucedidas da história do país e em 2009 tornou-se n.º 1 da China, com um ranking mundial de número 19. Foi a primeira tenista chinesa a chegar a uma final de um torneio Grand Slam, o Open da Austrália de 2011, sendo derrotada na final pela belga Kim Clijsters. Ainda em 2011 tornou-se a primeira chinesa a vencer um Grand Slam com a vitória sobre Francesca Schiavone na final de Roland Garros.
Em 2014 venceu o Open da Austrália derrotando na final a eslovaca Dominika Cibulkova.

## Biografia
Da metrópole central da China de Wuhan, Li foi uma jogadora de badminton quando ela tinha 6 anos, mas seu treinador percebeu que ela parecia uma tenista. Na época ela tinha 8 anos, quando seu treinador perguntou aos pais se ela podia mudar para o tênis. Seu pai morreu quando ela tinha 14 anos.

## Aposentadoria
Na Li anunciou no dia 19 de setembro de 2014 a sua aposentadoria do tênis profissional. Atual sexta colocada no ranking e campeã do Australian Open, em janeiro, além de ter um título de Roland Garros em 2011, a chinesa de 32 anos publicou uma carta aberta em suas páginas no facebook e no weibo (destinada ao público chinês) em que aborda as dores nos dois joelhos, em especial o direito, as alegrias por desenvolver o 
esporte no país e agradece a todos os que a auxiliaram a ter uma carreira tão vitoriosa no circuito.
Confira trechos da carta publicada por Na Li.
“Representar China na quadra de tênis foi um privilégio extraordinário e uma verdadeira honra. Ter a oportunidade única de trazer efetivamente mais atenção para o tênis na China e toda a Ásia é algo que levarei para sempre. Mas no esporte, como na vida, todas as coisas boas devem chegar a um fim”, declarou Li que foi a primeira tenista asiática na história a chegar à final e, posteriormente, a vencer um Grand Slam.
“A tarefa de finalmente tomar a decisão de pendurar minha raquete
foi muito mais difícil do que ganhar sete partidas seguidas no calor 
australiano. Levei vários meses de agonia para, finalmente, chegar à decisão de que minhas lesões crônicas nunca mais me deixariam ser a tenista que eu posso ser. Fugir do esporte, com efeito imediato, é a decisão certa para mim e minha família”, continuou Li, que não atuava em uma partida pelo circuito desde a terceira rodada de Wimbledon, em junho.
“Depois de quatro cirurgias nos joelhos e centenas injeções semanais para aliviar o inchaço e a dor, meu corpo está me implorando para parar. Minhas três cirurgias anteriores foram no joelho direito. A mais recente ocorreu em julho, no meu joelho esquerdo. Depois de algumas semanas de recuperação pós-cirurgia, tentei passar por todas as etapas necessárias para voltar à quadra. Pude retornar no passado, mas desta vez, me senti diferente. Um dos meus objetivos era me recuperar o mais rápido possível, a fim de estar pronta para o primeiro torneio WTA na minha cidade de Wuhan. Por mais difícil que fosse, tentei voltar a ser 100%, mas meu corpo me dizia que, aos 32 anos, eu não seria capaz de competir ao mais alto nível, nunca mais”, disse Li, que costumava atuar com proteção no joelho direito em todas as partidas nos últimos anos de sua carreira.
“Ganhar um título de Grand Slam este ano e chegar ao segundo lugar no ranking é o jeito que eu gostaria de deixar o tênis competitivo. Por mais difícil que tenha sido para chegar a esta decisão, estou em paz com isso. Não tenho arrependimentos. Eu nem deveria estar aqui, em primeiro lugar, lembra? Muitas pessoas não acreditavam no meu talento e na minha capacidade, mas eu encontrei uma maneira de perseverar, para prová-los (e às vezes a mim mesma!) que estavam errados”, ao se lembrar das frequentes críticas que recebia no início de sua carreira e dos problemas que teve com a federação de seu 
país.
“Em 2008, havia dois torneios de tênis feminino profissional na China. Hoje, existem 10, um deles em Wuhan, minha cidade natal. Isso para mim é extraordinário! Serena Williams, Maria Sharapova e Venus Williams - com trinta títulos de simples de Grand Slam entre elas - 
estão vindo para minha cidade natal para jogar tênis para os fãs da China!”, comparando o momento atual do tênis chinês com seis anos atrás, quando o país recebeu os Jogos Olímpicos. 
“Do lado pessoal, estou ansiosa para começar um novo capítulo da minha vida, espero ter uma família e reconectar-me com aqueles com quem não tive o luxo de gastar muito tempo enquanto jogava. Eu não posso esperar para rever todos os lugares incríveis por onde passei e ver o mundo através de outros olhos. Estou ansiosa para viver a minha vida em um novo ritmo mais lento, e descontraído”, contou a chinesa que é casada com Jiang Shan desde 2006. Shan, por muitos anos, trabalhou na equipe técnica de Li.
“Se você quer ser um jogador de tênis, um médico, um advogado, um professor ou um líder empresarial, exijo que acredite em si mesmo e siga seu sonho. Se eu pude fazê-lo, você também pode! Seja o pássaro que se destaca. Com trabalho duro, seus sonhos se tornam realidade”, encerrou assim a sua longa carta de despedida.

## Significante finais

### Grand Slam finais

#### Simples: 4 (2 títulos, 2 vices)
| Resultado | Ano  | Campeonato              | Piso   | Oponente            | Placar        |
| --------- | ---- | ----------------------- | ------ | ------------------- | ------------- |
| Vice      | 2011 | Aberto da Austrália     | Duro   | Kim Clijsters       | 6–3, 3–6, 3–6 |
| Campeã    | 2011 | Aberto da França        | Saibro | Francesca Schiavone | 6–4, 7–6(7–0) |
| Vice      | 2013 | Aberto da Austrália (2) | Duro   | Victoria Azarenka   | 6–4, 4–6, 3–6 |
| Campeã    | 2014 | Aberto da Austrália     | Duro   | Dominika Cibulková  | 7–6(7–3), 6–0 |

### Olimpíadas

#### Simples: 1 Decisão do Bronze
| Resultado | Ano  | Campeonato | Piso | Oponente       | Placar   |
| --------- | ---- | ---------- | ---- | -------------- | -------- |
| 4° Lugar  | 2008 | Pequim     | Duro | Vera Zvonareva | 0–6, 5–7 |

### WTA Finals

#### Simples: 1 (1 vice)
| Resultado | Ano  | Campeonato | Piso     | Oponente        | Placar        |
| --------- | ---- | ---------- | -------- | --------------- | ------------- |
| Vice      | 2013 | Istanbul   | Duro (i) | Serena Williams | 6–2, 3–6, 0–6 |

### WTA Premier Mandatory & Premier 5 finais

#### Simples: 4 (1 título, 3 vices)
| Resultado | Ano  | Campeonato         | Piso   | Oponente         | Placar             |
| --------- | ---- | ------------------ | ------ | ---------------- | ------------------ |
| Vice      | 2012 | Italian Open       | Saibro | Maria Sharapova  | 6–4, 4–6, 6–7(5–7) |
| Vice      | 2012 | Canadian Open      | Duro   | Petra Kvitová    | 5–7, 6–2, 3–6      |
| Campeã    | 2012 | Cincinnati Masters | Duro   | Angelique Kerber | 1–6, 6–3, 6–1      |
| Vice      | 2014 | Miami Masters      | Hard   | Serena Williams  | 5–7, 1–6           |

## WTA Títulos

### Simples
| Antes de 2009           | A partir de 2009      |
| ----------------------- | --------------------- |
| Grand Slam torneios (1) |                       |
| Ouro Olimpico (0)       |                       |
| WTA Championships (0)   |                       |
| Tier I (0)              | Premier Mandatory (0) |
| Tier II (0)             | Premier 5 (1)         |
| Tier III (2)            | Premier (1)           |
| Tier IV (0)             | International (1)     |

| N. | Data                  | Torneio                 | Piso   | Oponente na final   | Placar        |
| 1. | 3 de outubro de 2004  | Guangzhou, China        | Duro   | Martina Suchá       | 6–3, 6–4      |
| 2. | 5 de janeiro de 2008  | Gold Coast, Austrália   | Duro   | Victoria Azarenka   | 4–6, 6–3, 6–4 |
| 3. | 13 de junho de 2010   | Birmingham, Reino Unido | Grama  | Maria Sharapova     | 7–5, 6–1      |
| 4. | 14 de janeiro de 2011 | Sydney, Austrália       | Duro   | Kim Clijsters       | 7–6(3), 6–3   |
| 5. | 4 de junho de 2011    | Roland Garros           | Saibro | Francesca Schiavone | 6-4, 7-6 (0)  |
| 6. | 19 de agosto de 2012  | Western & Southern Open | Duro   | Angelique Kerber    | 1-6, 6-3, 6-1 |
| 7. | 25 de janeiro de 2014 | Aberto da Austrália     | Duro   | Dominika Cibulková  | 7-6(3), 6-0   |

### Duplas
| Antes de 2009           | A partir de 2009      |
| ----------------------- | --------------------- |
| Grand Slam torneios (0) |                       |
| Ouro Olimpico (0)       |                       |
| WTA Championships (0)   |                       |
| Tier I (0)              | Premier Mandatory (0) |
| Tier II (0)             | Premier 5 (0)         |
| Tier III (1)            | Premier (0)           |
| Tier IV (1)             | International (0)     |

| N. | Data                | Torneio                 | Piso  | Parceiro        | Oponente na final                    | Placar        |
| 1. | 18 de junho de 2000 | Tashkent, Uzbequistão   | Dura  | Li Ting         | Iroda Tulyaganova Anna Zaporozhanova | 3–6, 6–2, 6–4 |
| 2. | 18 de junho de 2006 | Birmingham, Reino Unido | Grama | Jelena Janković | Jill Craybas Liezel Huber            | 6–2, 6–4      |